# Уруку – Коарі (трубопровід для ЗНГ)
Уруку – Коарі – трубопровід в бразильській Амазонії для транспортування зрідженого нафтового газу родовища Уруку до річкового термінала Solimões.
В середині 1990-х на Уруку спорудили установку підготовки, яка відбирала з попутнього газу, призначеного для зворотного закачування в пласт, частину пропан-бутанової фракції (ЗНГ). Для її транспортування в 1998 році ввели в експлуатацію трубопровід довжиною 280 км та діаметром 200 мм, що постачав відібраний ЗНГ до термінала поблизу впадіння річки Коарі в Амазонку, де продукт перевалювався на річковий транспорт.
В кінці 2000-х виникла необхідність заміни чинного трубопроводу на новий, який вирішили виконати в діаметрі 250 мм. У цей час за маршрутом Уруку – Коарі – Манаус йшла прокладка газопроводу, перша ділянка якого до Коарі на час спорудження нової лінії для ЗНГ використовувалась в цілях транспортування пропан-бутанової фракції.  